# Serxho Ujka
Serxho Ujka (Lezhë, 27 agosto 1998) è un calciatore albanese, centrocampista dello Zulte Waregem.

## Carriera

### Club
Il 5 settembre 2021 viene acquistato a titolo definitivo dalla squadra albanese del Laçi.

### Nazionale
Il 9 novembre 2022 ha debuttato con la nazionale albanese nella partita amichevole terminata con una sconfitta per 1 a 0 contro Qatar.

## Statistiche

### Presenze e reti nei club
Statistiche aggiornate al 10 agosto 2025.
| Stagione            | Squadra             | Campionato          | Campionato | Campionato | Coppe nazionali | Coppe nazionali | Coppe nazionali | Coppe continentali | Coppe continentali | Coppe continentali | Altre coppe | Altre coppe | Altre coppe | Totale | Totale |
| Stagione            | Squadra             | Comp                | Pres       | Reti       | Comp            | Pres            | Reti            | Comp               | Pres               | Reti               | Comp        | Pres        | Reti        | Pres   | Reti   |
| ------------------- | ------------------- | ------------------- | ---------- | ---------- | --------------- | --------------- | --------------- | ------------------ | ------------------ | ------------------ | ----------- | ----------- | ----------- | ------ | ------ |
| 2017-gen. 2018      | Laçi                | KS                  | 0          | 0          | CA              | 2               | 0               | -                  | -                  | -                  | -           | -           | -           | 2      | 0      |
| gen.-giu. 2018      | Shënkolli           | KP                  | 13         | 2          | CA              | 0               | 0               | -                  | -                  | -                  | -           | -           | -           | 13     | 2      |
| lug.-ago. 2018      | Laçi                | KS                  | 0          | 0          | CA              | 0               | 0               | UEL                | 2                  | 0                  | SA          | 0           | 0           | 2      | 0      |
| 2018-gen. 2019      | Shënkolli           | KP                  | 13         | 0          | CA              | 2               | 0               | -                  | -                  | -                  | -           | -           | -           | 15     | 0      |
| Totale Shënkolli    | Totale Shënkolli    | Totale Shënkolli    | 26         | 2          |                 | 2               | 0               |                    | -                  | -                  |             | -           | -           | 28     | 2      |
| gen.-giu. 2019      | Bylis Ballsh        | KP                  | 5          | 1          | CA              | 0               | 0               | -                  | -                  | -                  | -           | -           | -           | 5      | 1      |
| 2019-2020           | Bylis Ballsh        | KS                  | 25         | 0          | CA              | 6               | 0               | -                  | -                  | -                  | -           | -           | -           | 31     | 0      |
| 2020-2021           | Bylis Ballsh        | KS                  | 29         | 0          | CA              | 0               | 0               | -                  | -                  | -                  | -           | -           | -           | 29     | 0      |
| Totale Bylis Ballsh | Totale Bylis Ballsh | Totale Bylis Ballsh | 59         | 1          |                 | 6               | 0               |                    | -                  | -                  |             | -           | -           | 65     | 1      |
| 2021-2022           | Laçi                | KS                  | 21         | 0          | CA              | 8               | 1               | UECL               | -                  | -                  | -           | -           | -           | 29     | 1      |
| 2022-2023           | Laçi                | KS                  | 31         | 7          | CA              | 2               | 0               | UECL               | 4                  | 0                  | -           | -           | -           | 37     | 7      |
| 2023-2024           | Laçi                | KS                  | 34+1       | 5+0        | CA              | 3               | 0               | -                  | -                  | -                  | -           | -           | -           | 38     | 5      |
| Totale Laçi         | Totale Laçi         | Totale Laçi         | 86+1       | 12+0       |                 | 15              | 1               |                    | 6                  | 0                  |             | 0           | 0           | 108    | 13     |
| 2024-2025           | Egnatia             | KS                  | 32+2       | 5+1        | CA              | 6               | 1               | UCL+UECL           | -                  | -                  | SA          | 1           | 1           | 41     | 8      |
| lug. 2025           | Egnatia             | KS                  | 0          | 0          | CA              | 0               | 0               | UCL                | 1                  | 0                  | SA          | 0           | 0           | 1      | 0      |
| Totale Egnatia      | Totale Egnatia      | Totale Egnatia      | 32+2       | 5+1        |                 | 6               | 1               |                    | 1                  | 0                  |             | 1           | 1           | 42     | 8      |
| 2025-2026           | Zulte Waregem       | PL                  | 3          | 1          | CB              | 0               | 0               | -                  | -                  | -                  | -           | -           | -           | 3      | 1      |
| Totale carriera     | Totale carriera     | Totale carriera     | 206+3      | 21+1       |                 | 29              | 2               |                    | 7                  | 0                  |             | 1           | 1           | 246    | 25     |

### Cronologia presenze e reti in nazionale
| Cronologia completa delle presenze e delle reti in nazionale ― Albania | Cronologia completa delle presenze e delle reti in nazionale ― Albania | Cronologia completa delle presenze e delle reti in nazionale ― Albania | Cronologia completa delle presenze e delle reti in nazionale ― Albania | Cronologia completa delle presenze e delle reti in nazionale ― Albania | Cronologia completa delle presenze e delle reti in nazionale ― Albania | Cronologia completa delle presenze e delle reti in nazionale ― Albania | Cronologia completa delle presenze e delle reti in nazionale ― Albania |
| Data                                                                   | Città                                                                  | In casa                                                                | Risultato                                                              | Ospiti                                                                 | Competizione                                                           | Reti                                                                   | Note                                                                   |
| ---------------------------------------------------------------------- | ---------------------------------------------------------------------- | ---------------------------------------------------------------------- | ---------------------------------------------------------------------- | ---------------------------------------------------------------------- | ---------------------------------------------------------------------- | ---------------------------------------------------------------------- | ---------------------------------------------------------------------- |
| 9-11-2022                                                              | Marbella                                                               | Qatar                                                                  | 1 – 0                                                                  | Albania                                                                | Amichevole                                                             | -                                                                      |                                                                        |
| Totale                                                                 |                                                                        | Presenze                                                               | 1                                                                      |                                                                        | Reti                                                                   | 0                                                                      |                                                                        |